# East Briscoe
East Briscoe – wieś w Anglii, w hrabstwie Durham. Leży 38 km na południowy zachód od miasta Durham i 364 km na północ od Londynu.